# Henryk Floyar-Rajchman

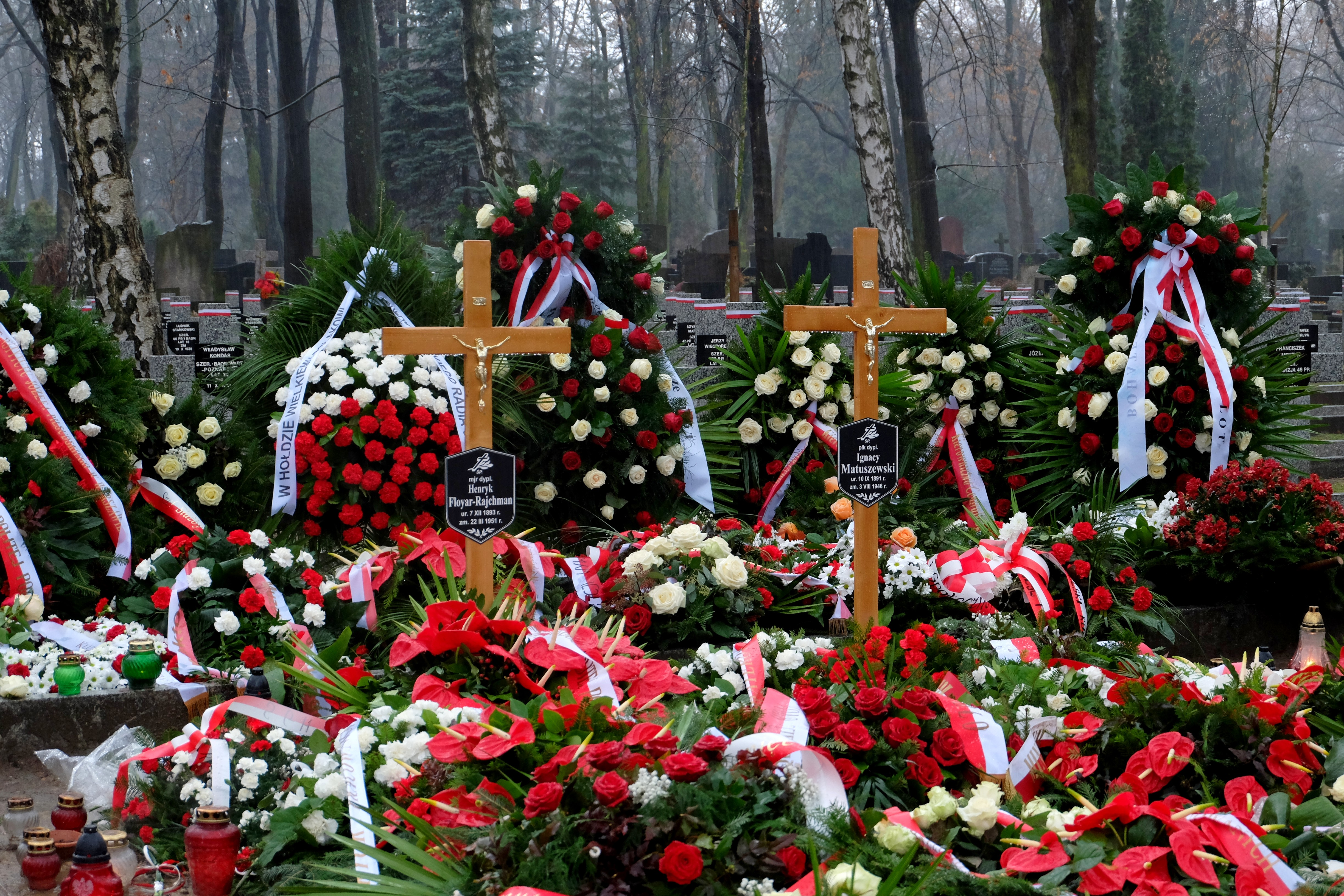
Groby majora Henryka Floyar-Rajchmana i pułkownika Ignacego Matuszewskiego po powtórnym pogrzebie na Cmentarzu Wojskowym na Powązkach

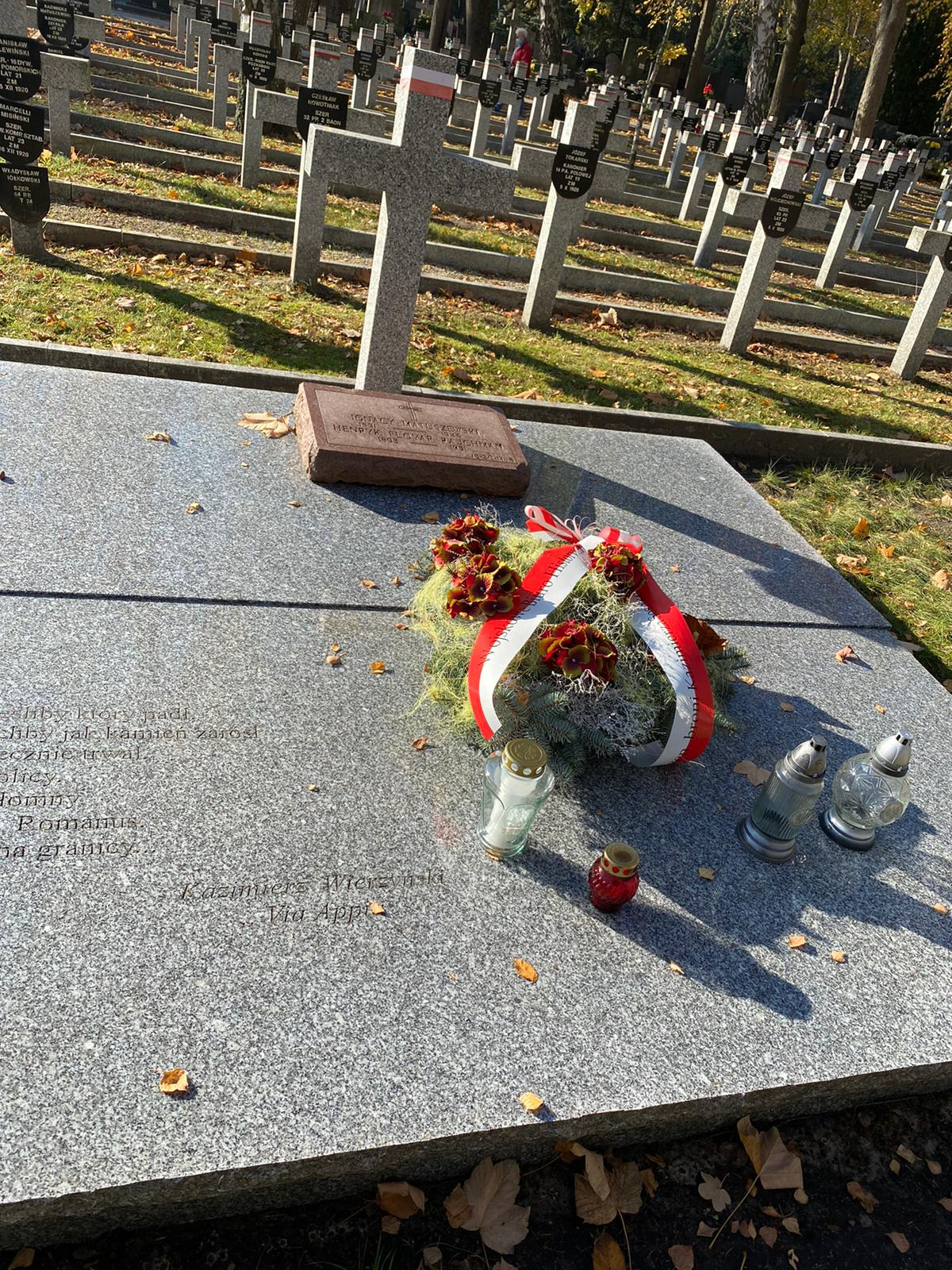
Groby pułkownika Ignacego Matuszewskiego i majora Henryka Floyar-Rajchmana na Cmentarzu Wojskowym na Powązkach (2023)

Henryk Janusz Floyar-Rajchman (ur. 7 grudnia 1893 w Warszawie, zm. 22 marca 1951 w Nowym Jorku) – polski polityk obozu piłsudczyków, dyplomata, działacz niepodległościowy i państwowy II Rzeczypospolitej, major dyplomowany piechoty Wojska Polskiego II Rzeczypospolitej, kawaler Orderu Virtuti Militari, wiceminister oraz minister przemysłu i handlu, poseł na Sejm IV kadencji.

## Życiorys
Urodził się jako Henryk Janusz Reichman.  Wywodził się z rodziny kupieckiej pochodzenia żydowskiego, jego ojcem był Józef Reichman, a matką Anna z domu Winiarska. Do 1911 Uczęszczał do VI Gimnazjum Filologicznego w Warszawie, gdyż zaangażował się w konspiracyjne prace Polskiej Partii Socjalistycznej. Został aresztowany przez carską ochranę, szybko jednak go zwolniono. Wyjechał do Krakowa i tam w I Szkole Realnej uzyskał maturę. Zaangażował się w prace Towarzystwa Sportowo-Gimnastycznego „Strzelec”., którego był członkiem do wybuchu I wojny światowej.

### Wielka wojna
Po jej rozpoczęciu został instruktorem oddziałów strzeleckich, które w sierpniu 1914 r. weszły w skład I Brygady Legionów Polskich. Zaczął posługiwać się pseudonimem „Floyar”. W grudniu 1914 r. został dowódcą plutonu 5 pułku piechoty Legionów Polskich. Wziął udział w bitwie pod Kostiuchnówką, w wyniku której od 4 lipca do 20 sierpnia 1916 r. znajdował się w szpitalu. Następnie powrócił do służby i zaczął się kształcić na oficera. W 1917 r. wprowadził korektę w nazwisku, przyjmując pisownię Rajchman. W wyniku kryzysu przysięgowego wstąpił do Polskiej Organizacji Wojskowej, w ramach której prowadził do listopada 1918 r. niejawne działania na terenie Warszawy.

### II Rzeczpospolita
Ze względu na zły stan zdrowia wycofał się z wszelkich działalności i celem poprawy udał się do Zakopanego. gdzie przebywał od listopada 1918 do grudnia 1919. Rozpoczął także studia prawnicze na  Uniwersytecie Jagiellońskim, których nie ukończył. 1 czerwca 1919 r. zdecydował się na przyjęcie wyznania rzymskokatolickiego. Zaczął też posługiwać się nazwiskiem Floyar-Rajchman,
Rok później w randze porucznika wstąpił do Wojska Polskiego. 19 sierpnia 1920 roku został zatwierdzony z dniem 1 kwietnia 1920 roku w stopniu kapitana, w piechocie, w grupie oficerów byłych Legionów Polskich. Pełnił wówczas służbę w 35 pułku piechoty. Od lipca 1921 pełnił obowiązki szefa sztabu 1 Dywizji Piechoty Legionów. 14 listopada tego roku został przydzielony do Wyższej Szkoły Wojennej w Warszawie, w charakterze słuchacza kursu normalnego.
Po zabójstwie prezydenta Gabriela Narutowicza (16 grudnia 1922) Floyar-Rajchman był wśród współpracowników Józefa Piłsudskiego, którzy przygotowywali plan przeprowadzenia „akcji karnej” przeciw przywódcom Narodowej Demokracji. Ponadto wszedł w skład tzw. Koc-grupy, która integrowała środowisko współpracowników Piłsudskiego, wywodzących się z Legionów Polskich oraz Polskiej Organizacji Wojskowej. Zbliżył się do działającej niejawnie w Wojsku Polskim, powiązanej z masonerią organizacji „Honor i Ojczyzna”.  
Z dniem 1 października 1923 r., po ukończeniu kursu i otrzymaniu dyplomu naukowego oficera Sztabu Generalnego, został przeniesiony do  61 pułku piechoty w Bydgoszczy. Z dniem 16 lutego 1924 r. został przeniesiony w stan nieczynny na przeciąg 1 roku. Współpracował z Komisją Wojskową Sejmu RP. 17 lutego 1925 r. powrócił do służby czynnej i został przydzielony do Dowództwa Okręgu Korpusu Nr IX w Brześciu. Z chwilą przewrotu majowego pełnił funkcję łącznika między walczącymi oddziałami Wojska Polskiego. Po zwycięstwie Piłsudskiego, Z dniem 1 października 1926 został przeniesiony z Dowództwa Okręgu Korpusu Nr I w Warszawie do Biura Inspekcji Generalnego Inspektora Sił Zbrojnych w Warszawie. 18 lutego 1928 prezydent RP nadał mu z dniem 1 stycznia 1928 stopień majora w korpusie oficerów piechoty i 86. lokatą. Natomiast  20 sierpnia 1928 roku został mianowany attaché wojskowym przy Poselstwie Polskim w Tokio,zastępując na tym stanowisku Wacława Jędrzejewicza.  Zakres jego kompetencji rozciągnięto nie tylko na Japonię, ale i Chiny, Mandżurię oraz Koreę. Jego pozycja w Japonii zwiększyła się, gdy objął funkcję dziekana korpusu attaché wojskowych i morskich przy dworze cesarskim. Funkcję polskiego attaché wojskowego i morskiego pełnił do 1932 r., a następnie powrócił do Polski, gdzie został przeniesiony w stan nieczynny.
Po zakończeniu służby w WP zajął się w ramach Ministerstwa Skarbu zagadnieniami dotyczącymi organizacji państwowych przedsiębiorstw, pracował też nad usprawnieniem finansowych stosunków w obrębie prywatnych przedsiębiorstw przemysłowych. Dalsze losy związał z Ministerstwem Przemysłu i Handlu, gdzie od  5 grudnia 1933 r. został wiceministrem oraz szefem Biura Inspekcji.
W rządzie Leona Kozłowskiego Floyar-Rajchman 15 maja 1934 r. został ministrem przemysłu i handlu. Utrzymał stanowisko w kolejnym rządzie, tworzonym przez Walerego Sławka (28 marca - 12 października 1935). Jako minister był postrzegany przez przeciwników jako osoba nieposiadająca kompetencji do kierowania ministerstwem. Przeciwni mu byli konserwatyści z BBWR. Floyar-Rajchman wykorzystywał ministerialne stanowisko jako atut w animozjach z tym kręgiem. Identyfikowano go z grupą „pułkowników”. Prowadził politykę deflacyjną, działał w kierunku zwiększenia zaangażowania kraju w produkcję przemysłową, zabiegał o obniżenie cen kartelowych, sprzeciwiał się rozbudowanej obecności kapitałów z Francji i Niemiec w polskiej gospodarce. W okresie pełnienia przez Floyara-Rajchmana funkcji ministra aresztowano zarząd Zakładów Żyrardowskich, w którym byli obecni francuscy obywatele. W ten sposób usiłowano zakończyć tzw. aferę żyrardowską. Działania podjęte w tej sprawie przez ministra okazały się jednak niespójne. W efekcie przejęcie przez rząd RP Zakładów Żyrardowskich wiązało się z dodatkowymi kosztami, które poniosła strona polska. Do sukcesów Floyara-Rajchmana należy zaliczyć reorganizację Izb Rzemieślniczych i Izb Przemysłowo-Handlowych. Minister przyczynił się też do zawarcia kilku korzystnych dla Polski międzynarodowych umów handlowych, w tym z Wielką Brytanią. Za szczególnie istotne uważał wzmocnienie polsko-brytyjskich więzi gospodarczych.
Po ustąpieniu rządu Walerego Sławka, od 12.10.1935 przestał pełnić funkcję ministra przemysłu i handlu. W wyborach do Sejmu w 1935 r. uzyskał z województwa białostockiego mandat posła, który piastował do 1938 r. Pomimo starań nie został członkiem Komisji Budżetowej ani Komisji Spraw Zagranicznych. Niewykluczone, że to wydarzenie wpłynęło na jego zbliżenie ze środowiskiem politycznym Edwarda Śmigłego-Rydza. Dzięki temu wzrosło polityczne znaczenie Floyara-Rajchmana i w marcu 1936 r. zasiadł w sejmowej Komisji Przemysłowo-Handlowej, a dwa lata później w Specjalnej Komisji do spraw Cen Artykułów Rolniczych.

### II wojna światowa
W 1939 r. udał się do Stanów Zjednoczonych, gdzie zabiegał o poparcie sprawy polskiej w ewentualnym konflikcie, po czym wrócił do kraju. W chwili wybuchu wojny otrzymał od wiceministra skarbu Adama Koca – razem z Ignacym Matuszewskim- zadanie wywozu na Zachód złota Banku Polskiego przez terytorium Rumunii. Misję tę zrealizował z powodzeniem i zasoby przekazał Rządowi Rzeczypospolitej. 16 września 1939 roku objął kierownictwo transportu Funduszu Obrony Narodowej. We współpracy z Wacławem Jędrzejewiczem doprowadził również do przewiezienia złota Funduszu  Ambasady RP w Bukareszcie. Wziął udział w segregacji majątku  i jego wysyłce na terytorium Francji. W 1940 r. znalazł się we Francji, gdzie przez członków rządu RP na uchodźstwie oraz władze III Republiki Francuskiej był traktowany nieżyczliwie. Następnie udał się do Londynu, gdzie przeniosły się polskie władze.Tam nawiązał kontakt z piłsudczykami działającymi w konspiracji na okupowanych ziemiach polskich. Był niechętny gen. Sikorskiemu i jego kręgom, przez którego został odsunięty od służby państwowej.
W wiosnę 1941 r. udał się do Stanów Zjednoczonych. W USA zaliczał się do współtwórców i głównych działaczy utworzonego rok później Komitetu Narodowego Amerykanów Polskiego Pochodzenia (KNAPP).
Był jednym z głównych krytyków tzw. układu Sikorski-Majski. Objął funkcję wiceprezesa Zarządu Instytutu Józefa Piłsudskiego w Ameryce, powołanego 4 lipca 1943 r. w Nowym Jorku celem prowadzenia badań z zakresu najnowszej historii Polski. Floyar-Rajchman należał do współtwórców tego Instytutu, zajmował się jego budżetem. Arkadiusz Adamczyk podał, że Floyar-Rajchman był jednym z pomysłodawców utworzenia w USA Rady Ambasadorów, posiadającej uprawnienia doradcze wobec polityki rządu RP. Koncepcja Rady Ambasadorów nie doczekała się jednak realizacji. Stan zdrowia Floyar-Rajchmana stopniowo się pogarszał.
Floyar-Rajchman zmarł 22 marca 1951 r. w Nowym Jorku.
18 listopada 2016 szczątki mjr. Henryka Floyar-Rajchmana i płk. Ignacego Matuszewskiego zostały ekshumowane na cmentarzu Calvary Cemetery w Woodside (Queens, Nowy Jork) w Stanach Zjednoczonych, po czym 23 listopada 2016 przywiezione do Polski, a 10 grudnia 2016 pochowane na Cmentarzu Wojskowym na Powązkach w kwaterze żołnierzy Wojska Polskiego poległych w wojnie 1920 roku (kwatera B13-1-33).

## Życie prywatne
Jego żoną była Zofia z domu Małecka (primo voto Bagniewska), a pasierbicą Janina Bagniewska, które w 1940 r. wyjechały do Brazylii

## Ordery i odznaczenia
- Krzyż Srebrny Orderu Wojskowego Virtuti Militari nr 6633 (17 maja 1922)[23][24][25]
- Wielka Wstęga Orderu Odrodzenia Polski (11 listopada 1935)[26]
- Krzyż Niepodległości (13 kwietnia 1931)[27]
- Krzyż Walecznych (czterokrotnie: 1922)[24]
- Złoty Krzyż Zasługi (10 listopada 1938)[28]
- Srebrny Krzyż Zasługi (7 sierpnia 1928)[29][24]
- Medal Pamiątkowy za Wojnę 1918–1921
- Medal Dziesięciolecia Odzyskanej Niepodległości
- Odznaka Pamiątkowa Generalnego Inspektora Sił Zbrojnych (12 maja 1936)
- Srebrny Medal Waleczności (Austro-Węgry)
- Brązowy Medal Waleczności (Austro-Węgry)
- Order Skarbu Świętego IV klasy (Japonia, 1929)[30]